# Martin Mlecko
Martin Mlecko (* 15. Oktober 1951 in Essen; † 25. September 2016 in Berlin) war ein deutscher Fotograf, Konzeptkünstler und Filmemacher.

## Leben
Martin Mlecko begann etwa in seinem 10. Lebensjahr zu fotografieren, zunächst mit einer Agfa Box, mit der er auf der Straße Bilder aufnahm. Er vernachlässigte darüber den Schulbesuch, brach seine Schullaufbahn ab und begann eine Ausbildung als Gestalter an einer privaten Schule.
In den 1970er-Jahren arbeitete er für Werbeagenturen. Mit dem  Beginn der 1980er-Jahre widmete er sich in der Folge eines längeren Aufenthaltes in Kenia und der Begegnung mit dem Roman Gegen den Strich von Joris-Karl Huysmans, der für Mlecko seitdem große Bedeutung hat, ausschließlich künstlerischen Projekten. Nachdem 1982 sein komplettes fotografisches Archiv verloren ging, beschäftigte er sich für viele Jahre mit der Malerei.

## Werk
Martin Mlecko begann Ende der 80er Jahre, sich mit den Möglichkeiten der künstlerischen Einflussnahme auf den öffentlichen Raum und einer erweiterten Vermittelbarkeit von Kunst auseinanderzusetzen. Er initiierte das Projekt „Kunst is The Peoples Project“, das bis heute Fragen der künstlerischen Verantwortung gegenüber der Gesellschaft thematisiert. Aus dieser Haltung entwickelte er eine Reihe selbst kuratierte Ausstellungsprojekte, an deren Anfang „Oberhalb der Baumgrenze“ (1990) stand. In Zusammenarbeit mit dem Kunsthistoriker Wolfgang Schöddert schlossen sich „Glück Auf“ (1991) und „Pater Noster“ (1993) an.
Gleichzeitig begann die Rückkehr zur Fotografie. Neben den installativen Serien, wie „Die Dinge des Lebens“, „Berlin/Berlin“ und „BEAUTIES & beasts“ realisierte Mlecko Projekte mit „gefundenem Bildmaterial“, wie „Private Life“ (2000), einem kollektiv gültigen deutschen Familienalbum der 1970er, -80er und -90er Jahre sowie „Heimweh“ (2003).
Daneben produzierte Mlecko Videoarbeiten, die alltägliche Handlungsweisen zeigen, wie „waiting“, „dressing“, „shopping“  etc. Parallel dazu drehte er dokumentarische Porträts, so z. B. „Königswalde/Berlin“, (1. Berlin Biennale 1998). In der Folge konzipierte er, wiederum in Zusammenarbeit mit Wolfgang Schöddert, zahlreiche kuratorische Projekte mit eigenen Arbeiten, wie die Trilogie „Liebe Glaube Hoffnung“.  In der „Loge“ am Checkpoint Charlie in Berlin, einer ehemaligen Pförtnerloge mit einer Fläche von 4 m² im Eckhaus Friedrichstraße 210 zeigten Mlecko und Schöddert ortsspezifische Arbeiten.
Zur gleichen Zeit lehrte Mlecko an der Kunsthochschule Berlin-Weißensee „inszenierte Fotografie“. Eigene Inszenierungen, wie der unter Filmset-Bedingungen entstandene Zyklus „Gewalt und Leidenschaft“, einem Panorama, das als Bestandsaufnahme gesellschaftlicher Abgründe gilt, entstanden in dieser Zeit.
Die autark funktionierende Videoskulptur im öffentlichen Raum „Waterfalls“ (1998–2003) wurde für einen Platz in Moers geschaffen. „7seas“, eine Videoinstallation mit den Wasser- und Wellenbewegungen der sieben Meere, entstand in der Folge von Schiffsreisen über die Weltmeere in den Jahren 2001–2003.